# Eudóxia Maria Froehlich

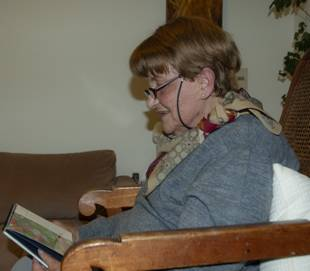
Eudóxia Maria Froehlich (2008)

Eudóxia Maria Froehlich (geb. de Oliveira Pinto; * 21. Oktober 1928 in São Paulo; † 26. September 2015 ebendort) war eine brasilianische Zoologin.

## Leben
Eudóxia Maria de Oliveira Pinto war die Tochter von Alice Alves de Camargo und dem Ornithologen Olivério Mário de Oliveira Pinto. In ihrer Kindheit machten ihre Eltern mit ihr und ihren Geschwistern viele Ausflüge in Waldgebiete in der Nähe von São Paulo, bei welchen sie ein Interesse für Tiere entwickelte.
Nach ihrem Schulabschluss verbrachte sie sechs Monate bei einem Onkel, einem Arzt, in Rio de Janeiro. Nach der Heimkehr hatte sie den Wunsch Medizin zu studieren. Ihr Vater erlaubte ihr dieses Studium nicht, da er der Meinung war, dass dieser Beruf für Frauen unangemessen sei. Auf seinen Vorschlag hin begann Eudóxia Maria ein Studium im Bereich Naturkunde. Während des Studiums lernte sie ihren Kommilitonen und späteren Ehemann Claudio Gilberto Froehlich kennen.
Im Jahr 1951 begannen Claudio Gilberto Froehlich und sie unter Ernst Marcus ein Promotionsstudium an der Universidade de São Paulo. Marcus schlug vor, dass sie die Systematik der Landplanarien zu ihrem Thema machen sollten, da es eine in der Region sehr vielfältige, aber wenig erforschte Organismengruppe sei.
Bis 1978 erforschte sie hauptsächlich Landplanarien, danach wandte sich den Spinnentieren zu. 1988 wurde Eudóxia Maria Froehlich pensioniert, setzte aber ihre wissenschaftliche Arbeit als emeritierte Professorin bis zu ihrem Tod 2015 fort.

## Ehrungen
Die Gattung der Landplanarien Eudoxiatopoplana sowie die Arten Obama eudoxia, Obama eudoximariae und Notogynaphallia froehlichae wurden nach ihr benannt.

## Veröffentlichungen (Auswahl)
- Eudóxia Maria Froehlich: Sobre Espécies Brasileiras do Gênero Geoplana. In: Bol Fac Filos Ciênc Let Univ São Paulo Sér Zool. Band 19, Nr. 19, 1955, S. 289–369, doi:10.11606/issn.2526-3382.bffclzoologia.1954.120096.
- Claudio Gilberto Froehlich, Eudóxia Maria Froehlich: Land planarians from the Amazonian region. In: Papéis Avulsos de Zoologia. Band 26, Nr. 2, 1972, S. 29–45.
- Eudóxia Maria Froehlich: On a collection of Chilean landplanarians. In: Bol Zool Univ São Paulo. 3 Seiten = 7–80, 1978.
- Eudóxia Maria Froehlich, Ana Maria Leal-Zanchet: A new species of terrestrial planarian of the genus Notogynaphallia Ogren & Kawakatsu (Platyhelminthes, Tricladida, Terricola) from south Brazil and some comments on the genus. In: Biota Neotropica. Band 20, Nr. 4, 2003, S. 745–753, doi:10.1590/S0101-81752003000400030.
- Eudóxia Maria Froehlich, Fernando Carbayo: Catálogo dos "Turbellaria" (Platyhelminthes) do Estado de São Paulo. In: Bol Fac Filos Ciênc Let Univ São Paulo Sér Zool. Band 11, 2011, S. 503–514, doi:10.1590/S1676-06032011000500019.